# 기가비스
기가비스(GigaVis)는 반도체 패키지 기판의 내부 회로 패턴을 검사하는 장비(AOI)와 레이저 기술을 활용하여 불량을 수리하는 장비(AOR)를 제조하는 업체이다.
기가비스의 장비는 주로 데이터센터, 서버, 네트워크, PC 등에 사용되는 IC Substate, FC-BGA 기판 검사에 적용되고 있다
일본, 중국, 대만, 한국 등에 제품을 판매한다

## 역사
2004년
삼성전기 출신 강해철 대표와 3인이 설립하였고 이비덴, 신코덴키, 유니마이크론, 난야, 삼성전기 등 국내 및 해외 반도체 기판 제조기업에 제품을 공급한다 AOI 분야에선 현재 많은 점유율을 가지고 있다.

## 같이 보기
- 고영테크놀로지
- 파크시스템스
- 넥스틴
- 인텍플러스

## 참고문헌
1. ↑  박종선, 유진투자증권 Korea IT 장비 산업-기가비스, 2024년 4월 11일
2. ↑  오현진, 키움증권 분석보고서 기가비스 2023년 7월 26일
3. ↑  변운지, 하나증권 기가비스 분석보고서 2023년 7월 19일
4. ↑  기가비스, 제60회 무역의 날 '7천만불탑' 수상, 뉴스핌, 2023년 12월 6일
5. ↑  주식 초고수는 지금 반도체 시장 회복 수혜…기가비스 순매수 1위, 세데일리, 2023-11-24
6. ↑  기가비스, 글로벌 지수 직행 불구 외국인 '이탈', 더벨, 2023년 9월 20일